# Liga Profesional de Fútbol del Ecuador
A Liga Profissional de Futebol do Equador — conhecida pela sigla LigaPro e oficialmente como Liga Profesional de Fútbol del Ecuador — é uma associação esportiva do Equador responsável pela organização e desenvolvimento da Série A e Série B do Campeonato Equatoriano de Futebol, as duas ligas profissionais do futebol equatoriano. Criada em 2018, a LigaPro é integrada pelos clubes profissionais das duas principais divisões do futebol equatoriano e está vinculada contratualmente à Federação Equatoriana de Futebol (FEF), embora atue de forma independente e tenha estatuto próprio.

## Competições
A LigaPro está encarregada de organizar a Série A e a Série B do Campeonato Equatoriano de Futebol, em seu aspecto financeiro e econômico, não só da liga como também de seus clubes associados, assim como a comercialização dos direitos audiovisuais.

## História
Os 26 clubes das Série A e B do Campeonato Equatoriano de Futebol decidiram unir-se em prol do bem comum e buscar um futuro melhor, assim nascia a ideia de uma Liga Profesional de Fútbol, como já existentes em vários países do mundo. E com a assessoria da Liga Española de Fútbol (La Liga), os 26 times das duas principais divisões do Equador decidiram fundar a La Liga Profesional de Fútbol del Ecuadorem 20 de abril de 2018.

### Inícios
O primeiro comitê executivo da LigaPro formou-se em abril de 2018 e foi confirmado em 3 de maio de 2018.
A primeira diretoria foi formada pelos presidentes dos clubes profissionais, com os seguintes cargos na LigaPro:
- Miguel Ángel Loor (Guayaquil City), presidente.
- Esteban Paz (Liga de Quito), membro.
- Santiago Morales (Independiente del Valle), membro.
- Raúl Gómez (CS Emelec), membro.
- Galo Cárdenas (Deportivo Cuenca), membro.
- Jaime Estrada (Manta FC), membro.
- Roberto Rodríguez (Liga de Portoviejo), membro.
- Favian Aguilar (Fuerza Amarilla), membro.
- Jimmy Montanero (Barcelona SC), membro.

O espanhol Luis Manfredi foi contratado como diretor executivo, que exercia funções de encarregado das compras e coordenação interna da La Liga, mas a pedido de Javier Tebas, presidente da La Liga e em auxílio à nascente liga equatoriana foi designado como o primeiro diretor executivo.
O logo oficial da nascente entidade foi apresentado em 4 de julho de 2018, apresentando um fundo preto com quatro faixas em forma circular com as cores da bandeira do Equador.

## Institucional

### Presidentes
| Presidente        | Período       |
| ----------------- | ------------- |
| Miguel Ángel Loor | 2018–presente |

Fonte: LigaPRO (em castelhano).